# إينيكو ميهاليك
إينيكو ميهاليك (بالمجرية: Enikő Mihalik)‏، عارضة أزياء مجرية ولد في يوم 11 مايو 1987 في مدينة بيكيشابا في المجر، احتلت المرتبة الرابعة في 2002 كأفضل عارضة أزياء عند المصور الهولندي إينيز فان لامسفيردي، سبق لها مواعدة لاعب منتخب الدنمارك ماتياس يورغنسون.

## روابط خارجية
- إينيكو ميهاليك على موقع IMDb (الإنجليزية)
- إينيكو ميهاليك على موقع دليل عارضات الأزياء (الإنجليزية)